# سیروس پورموسوی
سید سیروس موسوی (زادهٔ ۷ فروردین ۱۳۵۰) مربی فوتبال اهل ایران و دارای مدرک FIFA Pro License است.

## افتخارات

### کمک مربی
استقلال خوزستان
- لیگ برتر خلیج فارس (۱): لیگ برتر فوتبال ایران ۹۵–۱۳۹۴
- لیگ آزادگان (دسته یک) (۱): لیگ آزادگان ۹۲–۱۳۹۱